# Cumieira (Ourém)

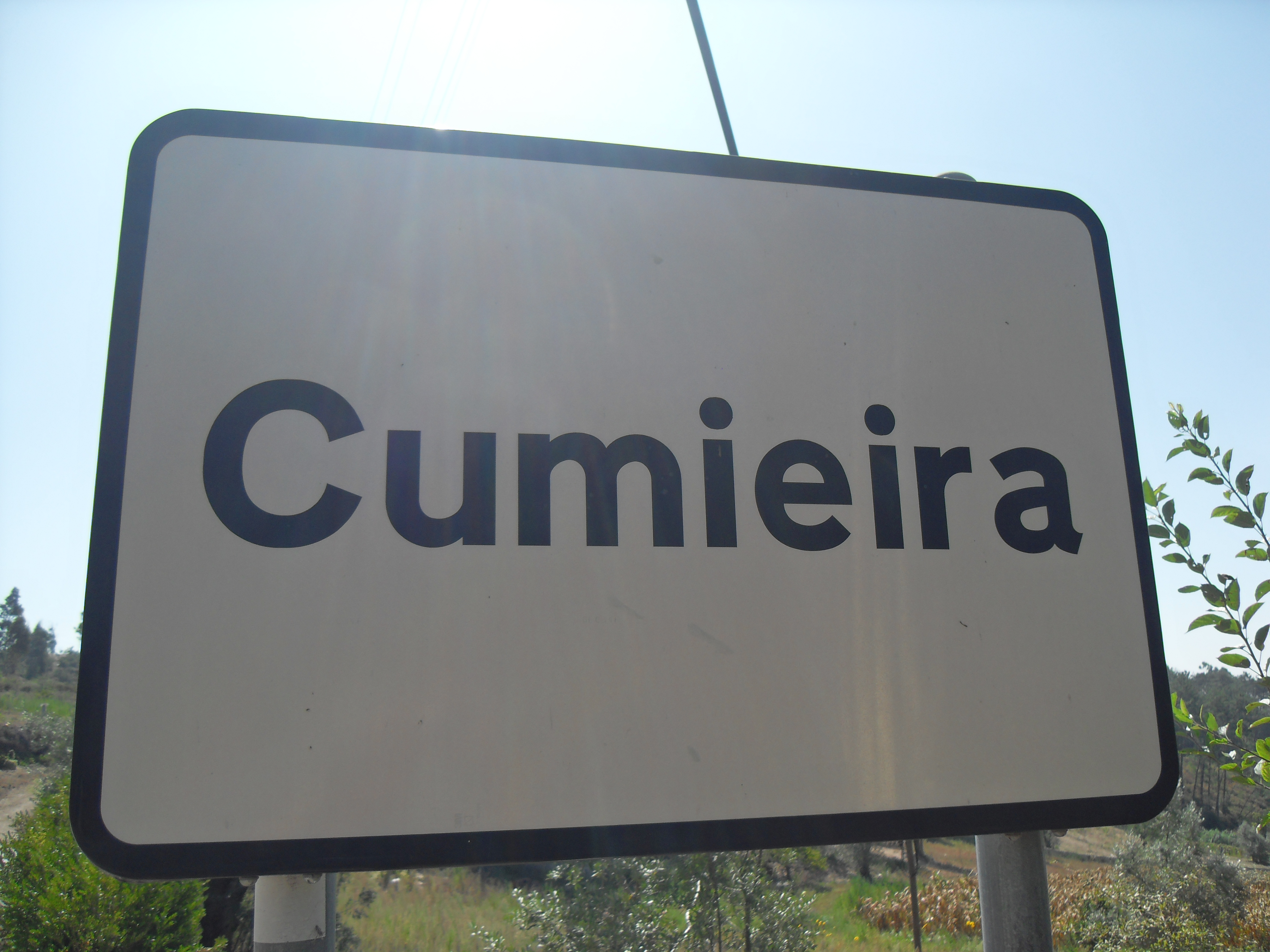
Entrada da aldeia

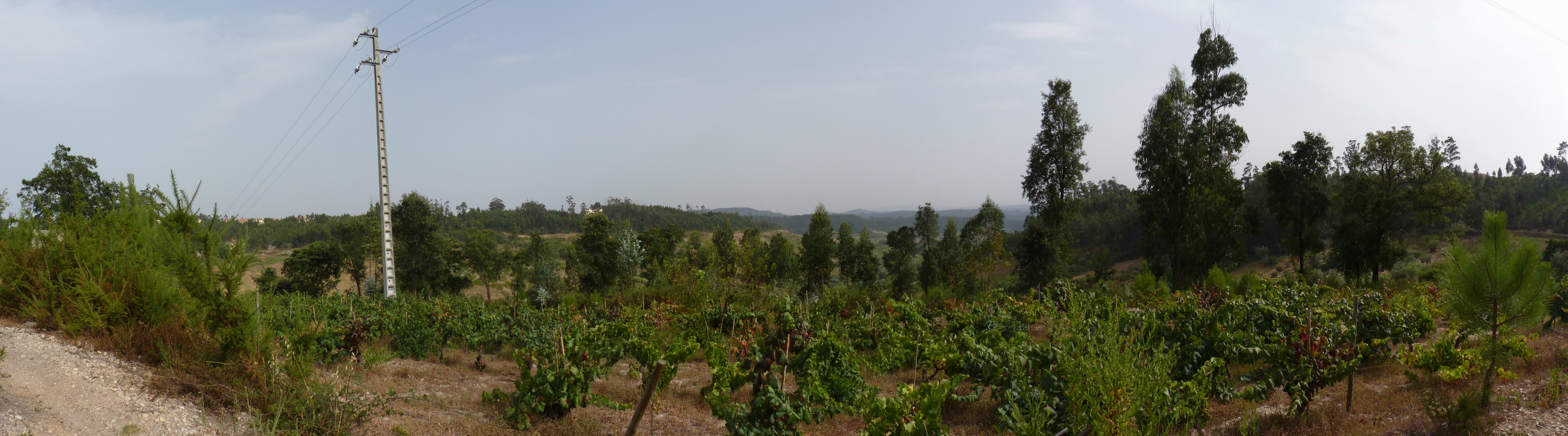
Vinhas

Cumieira é uma aldeia portuguesa que pertence à freguesia de Espite, concelho de Ourém e distrito de Santarém. De acordo com o Censo de 2011 Cumieira possuía naquele ano 148 habitantes.
É limitada a leste por Freiria a noroeste por Lagoa da Pedra e a sul por Lavradio. Nesta aldeia podemos encontrar o Forno dos Mouros que acarreta uma história muito antiga na qual é desconhecida a versão verdadeira pois, cada habitante tem a sua.
No mês de Agosto, no dia 14 e 15, há uma celebração consagrada ao Imaculado Coração de Maria. No dia 14 realiza-se uma procissão das velas que se efectua à noite e, posteriormente, no dia 15, há uma actuação de vários grupos musicais que se realiza no palco junto à Igreja. Cumieira é conhecida por ter muitos emigrantes no mês de Agosto.